# Jewell Loyd
Jewell Loyd (Lincolnwood, 5 oktober 1993) is een Amerikaans basketbalspeelster. Zij won met het Amerikaans basketbalteam de gouden medaille tijdens de Olympische Zomerspelen 2020.
Loyd speelde voor het team van de Universiteit van Notre Dame, voordat zij in 2015 haar WNBA-debuut maakte bij de Seattle Storm. In 2018 wist ze met haar club voor het eerst het landelijk kampioenschap te winnen. In 2020 werd ze weer kampioen. Buiten de WNBA seizoenen speelt ze in Spanje bij CB Avenida.
Tijdens de Olympische Zomerspelen 2020 in Tokio won ze olympisch goud door  Japan te verslaan in de finale. Ook won ze in 2018 en in 2022 met het nationale team het wereldkampioenschap basketbal. 
1 Crystal Langhorne · 
2 Mercedes Russell · 
3 Courtney Paris · 
6 Natasha Howard · 
10 Sue Bird · 
22 Jordin Canada · 
23 Kaleena Mosqueda-Lewis · 
24 Jewell Loyd · 
30 Breanna Stewart · 
32 Alysha Clark · 
33 Sami Whitcomb · 
45 Noelle Quinn · 
Coach Dan Hughes
0 Ezi Magbegor · 
1 Crystal Langhorne · 
2 Mercedes Russell · 
3 Morgan Tuck · 
6 Natasha Howard · 
10 Sue Bird · 
11 Epiphanny Prince · 
21 Jordin Canada · 
24 Jewell Loyd · 
30 Breanna Stewart · 
32 Alysha Clark · 
33 Sami Whitcomb · 
Coach Gary Kloppenburg